# Alfred William Howitt
Pour les articles homonymes, voir Howitt.
Alfred William Howitt (Nottingham, 17 avril 1830 – Bairnsdale, 7 mars 1908) est un anthropologue et naturaliste australien.

## Biographie
Howitt naît à Nottingham, en Angleterre. Ses parents, William Howitt et Mary Botham, sont tous deux écrivains. Lors de la ruée vers l'or, il se rend avec son père et son frère dans l'État de Victoria (Australie). Il y occupe successivement les fonctions d'officier de police, puis de secrétaire du département des mines.
En 186, Howitt est un explorateur expérimenté, et la Royal Society du Victoria le désigne comme chef de l'expédition de secours chargé de retrouver les explorateurs Burke et Wills. Il prend le strict équipement nécessaire et une petite équipe pour atteindre Cooper Creek. Il retrouve le seul survivant de l'expédition, John King, et enterre les corps de Burke et Wills avant de retourner à Melbourne; une seconde expédition, en 1862, lui permettra de rapatrier les corps des deux explorateurs.
Il parcourt l'Australie-Méridionale, le Queensland et la Nouvelle Galles du Sud, constituant une collection d'espèces botaniques endémiques pour le compte du baron Ferdinand von Mueller. La collection est actuellement à Melbourne.
En 1863, il épouse Maria Boothby, dont il aura cinq enfants.
Howitt fait des recherches sur les cultures et les sociétés aborigènes, en particulier sur leur structure familiale. Il est influencé par les théories de l'évolution. Son ouvrage majeur (coécrit en 1879 avec Lorimer Fison) a pour titre Kamilaroi and Kurnai. Il est reconnu internationalement comme un jalon essentiel pour le développement de l'anthropologie moderne et sera utilisé pendant tout le XXe siècle, par exemple par l'anthropologue Norman Tindale.
En 1903, il est récompensé par l'attribution de la médaille Clarke par la Royal Society de la Nouvelle Galles du Sud, et l'année suivante par celle de la médaille Mueller par la Royal Society de Victoria.
Howitt meurt en 1908 à Bairnsdale. Il a donné son nom au Mont Howitt.

## Sources
- (en) Cet article est partiellement ou en totalité issu de l’article de Wikipédia en anglais intitulé « Alfred William Howitt » (voir la liste des auteurs).